# 16466 Piyashiriyama
16466 Piyashiriyama (1990 FJ2) là một tiểu hành tinh vành đai chính được phát hiện ngày 29 tháng 3 năm 1990 bởi K. Endate và K. Watanabe ở Kitami.